# N-terminal

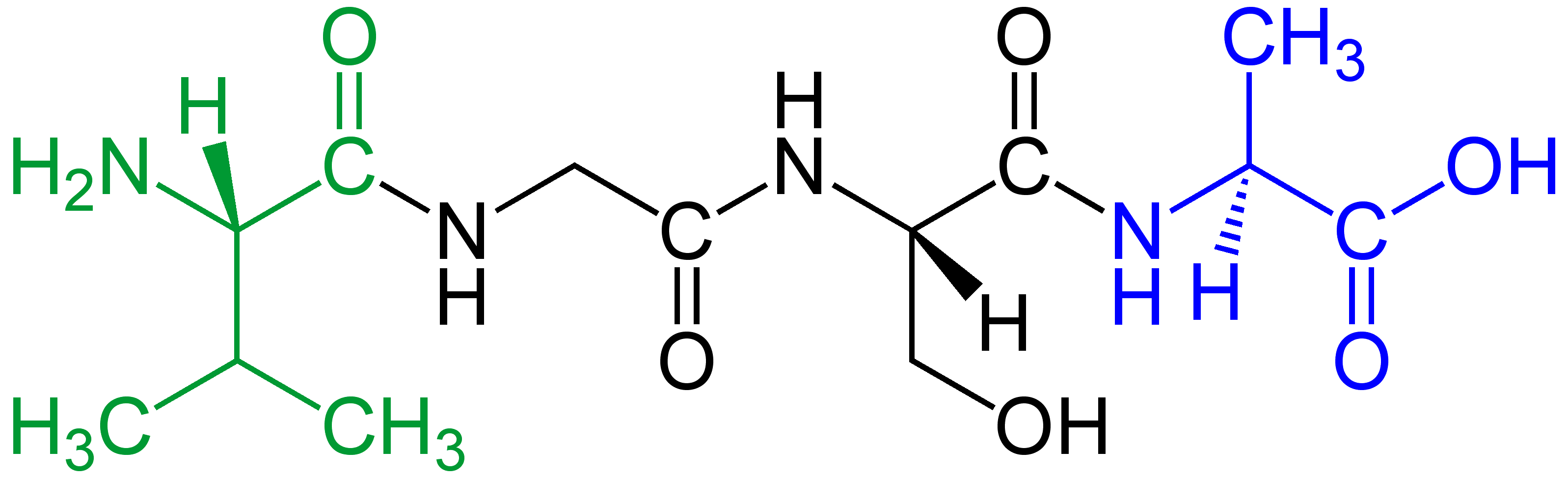
Strukturformel för en tetrapeptid (Val-Gly-Ser-Ala) med N-terminalen (valin) markerad i grönt och C-terminalen (alanin) markerad i blått.

En N-terminal är den vänstra änden av en peptidkedja eller protein som slutar med en aminosyra med en fri aminogrupp (-NH2). Den motsatta änden kallas C-terminal. När ett protein syntetiseras skapas det från den N-terminala ändan till den C-terminala ändan.
Konventionen är att skriva aminosyrasekvensen för en peptid från N-terminalen till C-terminalen.